# American Gangster
American Gangster é um filme estadunidense de 2007 do gênero policial, dirigido por Ridley Scott, estreado a 2 de Novembro do mesmo ano, contando a história do gângster Frank Lucas.
Traz nos papéis principais os ganhadores do Óscar de melhor ator Denzel Washington e Russell Crowe e também traz Cuba Gooding Jr. além de nomes pesados do rap como: T.I., Common e RZA.

## Enredo
Em 1968, Frank Lucas, motorista e braço direito do mafioso Ellsworth "Bumpy" Johnson, herda seu comando na gangue quando Johnson morre de ataque cardíaco. Não gostando dos novos mafiosos do Harlem, Lucas decide tomar controle de toda a região.
Enquanto isso, em Newark, o Detetive Richie Roberts é odiado pela corporação por sua conduta sempre honesta. Após seu parceiro sofrer uma overdose de um novo tipo de heroína chamado "Blue Magic", o Capitão Lou Toback o coloca como líder de uma força-tarefa com objetivo de localizar os fornecedores locais. Lucas compra a "Blue Magic" diretamente de produtores da Tailândia e trafica a droga para os Estados Unidos através das tropas retornando do Vietnã. A baixa sobrecarga da droga permite que Lucas a revenda para a maioria dos mafiosos de Nova Iorque. Com o monopólio, Lucas expande seu controle sobre boates, cassinos e pontos de prostituição. Compra uma luxuosa mansão para sua mãe e recruta cinco de seus irmãos, incluindo Huey e Turner, para gerenciar seus negócios. Durante sua ascensão ao posto de chefão do crime no Harlem, Lucas se apaixona por Eva, uma linda porto-riquenha. 
Conforme os negócios prosperam, Lucas faz questão de atuar discretamente e vestir-se com modéstia como sinal de força e para evitar a atenção da justiça. O mafioso também não consome drogas para não cair em vício. Contudo, Lucas compromete estes hábitos ao comparecer à "Luta do Século" (entre Muhammad Ali e Joe Frazier), onde também estava o Detetive Richie Roberts. Roberts repara que Lucas está nos assentos mais privilegiados e com trajes luxosos e passa a investigá-lo. Enquanto isso, Lucas é forçado a disputar com o mafioso Dominic Cattano, da Família Lucchese, que exige um cancelamento dos acordos, e com o corrupto Nick Trupo, que tenta extorquir e chantageá-lo. Lucas também se vê em disputa com o criminoso local Nicky Barnes, um jovem motivado a dominar o Harlem e que adultera a droga "Blue Magic" e revende-a sob o mesmo nome. Após a Queda de Saigon, a droga de Lucas é cortada e ele passa a buscar novas alianças com a máfia local.
Os detetives de Roberts presenciam o sobrinho de Lucas alvejar uma mulher. Com isto, a equipe policial identifica e busca um dos últimos aviões com carregamento da droga de Lucas, descobrindo a droga nos caixões dos soldados mortos durante a guerra; esta evidência dava uma garantia de localizar as drogas em Newark e as instalações de Lucas. Durante uma troca de tiros, Steve Lucas, sobrinho de Frank Lucas, é assassinado. Enquanto isso, Trupo e seus homens invadem a mansão de Lucas e assassinam o cachorro da família para roubar o dinheiro das drogas. Antes, Lucas destrói o Shelby Mustang de Trupo e passa a persegui-lo, sendo que sua mãe e sua esposa ameaçam deixá-lo caso um policial seja morto por ele. Lucas é preso após a equipe de Roberts localizar todos os pontos de drogas gerenciados pela família.
No distrito policial, Roberts dá uma chance a Lucas caso eles passem a colaborar com as investigações. Lucas havia tentado subornar Roberts, mas acaba concedendo os nomes do policiais corruptos do Departamento de Polícia. No fim, três quartos do esquadrão de polícia de Nova Iorque é preso e condenado por envolvimento com drogas; sendo que Trupo comete suicídio para não ser preso. Frank Lucas é condenado a 70 anos de prisão, dos quais serve apenas 15 anos, sendo liberado anos mais tarde.

## Elenco
- Denzel Washington - Frank Lucas
- Russell Crowe - Detective Richie Roberts
- Chiwetel Ejiofor - Huey Lucas
- Josh Brolin - Detective Trupo
- Lymari Nadal - Eva
- Cuba Gooding Jr. - Nicky Barnes
- Ted Levine - Lou Toback
- Armand Assante - Dominic Cattano
- John Hawkes - Detective Freddy Spearman
- John Ortiz - Detective Javier J. Rivera
- RZA - Detective Moses Jones
- Common - Turner Lucas
- T.I. - Stevie Lucas
- Yul Vazquez - Alfonse Abruzzo
- Ruby Dee - Mama Lucas
- Idris Elba - Tango
- Jon Polito - Rossi
- Carla Gugino - Laurie Roberts
- Joe Morton - Charlie Williams
- Ruben Santiago-Hudson - Doc
- Roger Guenveur Smith - Nate
- Kevin Corrigan - Campizi
- Norman Reedus - Detective Norman Reilly

## Produção

### Desenvolvimento
Em 2000, a Universal Pictures junto com a Imagine Entertainment adquiriu os direitos de "The Return of Superfly", uma publicação de Mark Jacobson sobre a ascensão e queda do mafioso dos anos 1970, Frank Lucas. Em 2002, o roteirista Steven Zaillian comprou um script de 170 páginas para o diretor Ridley Scott, que expressou seu interesse em desenvolvê-lo para dois filmes. Contudo, Scott não se dedicou imediatamente ao projeto, preferindo desenvolver Kingdom of Heaven. Em novembro de 2003, a Universal e Imagine inciaram negociações com Brian De Palma para a direção de Tru Blu, com roteiro de Zaillian baseado em Frank Lucas. Zaillian interpretou a história como sendo sobre "negócios e raça", focando tematicamente em negócios corporativos. A produção foi inicialmente agendada para o verão de 2004. Em março de 2004, o estúdio iniciou negociações com Antoine Fuqua para dirigir o filme, assim como com Denzel Washington para estrelá-lo no papel principal. No mês seguinte, Benicio del Toro foi sondado para co-estrelar no papel de Detetive Richie Roberts, o responsável pela prisão de Lucas. A produção de Tru Blu foi adiada para o outono de 2004 e a estreia foi remarcada para 3 de junho de 2005. Em setembro de 2004, Dania Ramirez iniciou as negociações para juntar-se ao elenco do filme, agora já intitulado American Gangster.
A Universal Pictures divulgou que aprovou American Gangster com orçamento de 80 milhões de dólares, que evoluiu para 93 milhões, sendo 10 milhões para os custos de desenvolvimento e 3 milhões para o início da produção. Fontes ligadas ao diretor insistem que o orçamento sempre foi de 93 milhões desde o início. O estúdio também queria que o filme fosse produzido em Toronto ao invés de Nova Iorque por questões financeiras, porém Fuqua se opôs à mudança. A General Electric, companhia parceira do estúdio de produção, receberia créditos tributários em Nova Iorque, então a produção foi instalada na cidade. O filme, contudo, inflacionou o orçamento para 98 milhões. Fuqua insistia que buscava uma forma de reduzir os gastos, porém o estúdio contendia diversos aspectos da produção, entre os quais a intenção de rodar cenas na Tailândia e contratar nomes notáveis como Ray Liotta e John C. Reilly para papéis menores. Além disto, Fuqua estava reescrevendo o roteiro durante o processo de pré-produção. O diretor também não possuía parte do roteiro já concluída, locações e atores coadjuvantes contratados para iniciar a produção.
Fuqua foi afastado da produção em 1 de outubro de 2004, quatro semanas antes do início das filmagens. O estúdio citou divergências criativas para a demissão do diretor. Após a saída de Fuqua, representantes do estúdio reuniram-se com Peter Berg para decidir sobre a direção do filme e Denzel Washington aprovou a escolha. Devido a potencialidade da busca pôr o orçamento em mais de 80 milhões de dólares e a visível dificuldade em recuperar a quantia por conta da temática, a Universal cancelou a produção de American Gangster, citando "constrangimentos" e "questões criativas" como motivos. A suspensão custou 30 milhões de dólares ao estúdio, dos quais 20 milhões foram para Washington e 5 milhões para del Toro.
Em 2005, o projeto foi reavivado após negociações da Universal com Terry George para revisar o roteiro de Zaillian e dirigir o filme, que foi iniciado com orçamento de 50 milhões de dólares. Will Smith foi sondado para assumir o papel de Denzel Washington como Frank Lucas, embora uma oferta fosse realizada até George completar sua revisão do roteiro. George cortou algumas cenas, personagens e locações (antes considerados importantes) para reduzir os custos, mas o projeto não progrediu dado aos impasses financeiros e o receio de Grazer quanto a falhar nas expectativas.
Após uma reunião em outro projeto, Zaillian trouxe o projeto à tona novamente com Scott, que decidiu assumi-lo. O produtor Brian Grazer e Jim Whitaker, executivo da Imagine, decidiram abandonar as tentativas de George e retornar à visão de Scott. Em fevereiro de 2006, Scott iniciou conversações com o estúdio para assumir a produção do filme, trazendo também de volta o roteiro de Zaillian. Washington foi chamado novamente para seu papel como Lucas e Russell Crowe foi contratado para o papel de Roberts. Crowe foi trazido ao projeto por conta de seus trabalhos anteriores com o diretor, como em Gladiator e A Good Year. A produção foi, então, agendada para o verão de 2006.
Scoot compartilhou o roteiro com Crowe, uma vez que já trabalharam juntos em A Good Year na França, e ambos assumiram o projeto. O diretor revisou o roteiro de Zaillian, o roteiro secundário de Terry George, e a revisão feita por Richard Price durante a fase de produção com o diretor Antoine Fuqua. Scott optou pela abordagem de Zaillian e preferiu seguir seu roteiro. Ao realizar o projeto, o diretor encontrou um desafio com o roteiro, uma vez que os personagens Frank Lucas e Richie Roberts não contracenam até os vinte minutos finais do filme. O diretor buscou detalhar os universos de cada um dos dois personagens e incluir cenas intercaladas entre os dois para proporcionar um equilíbrio. Elementos como a interação de Lucas com sua família e o casamento caótico de Richie Roberts foram acrescentos ao roteiro. Os rappers T.I., RZA e Common foram incluídos no elenco para alcançar um público mais jovem.

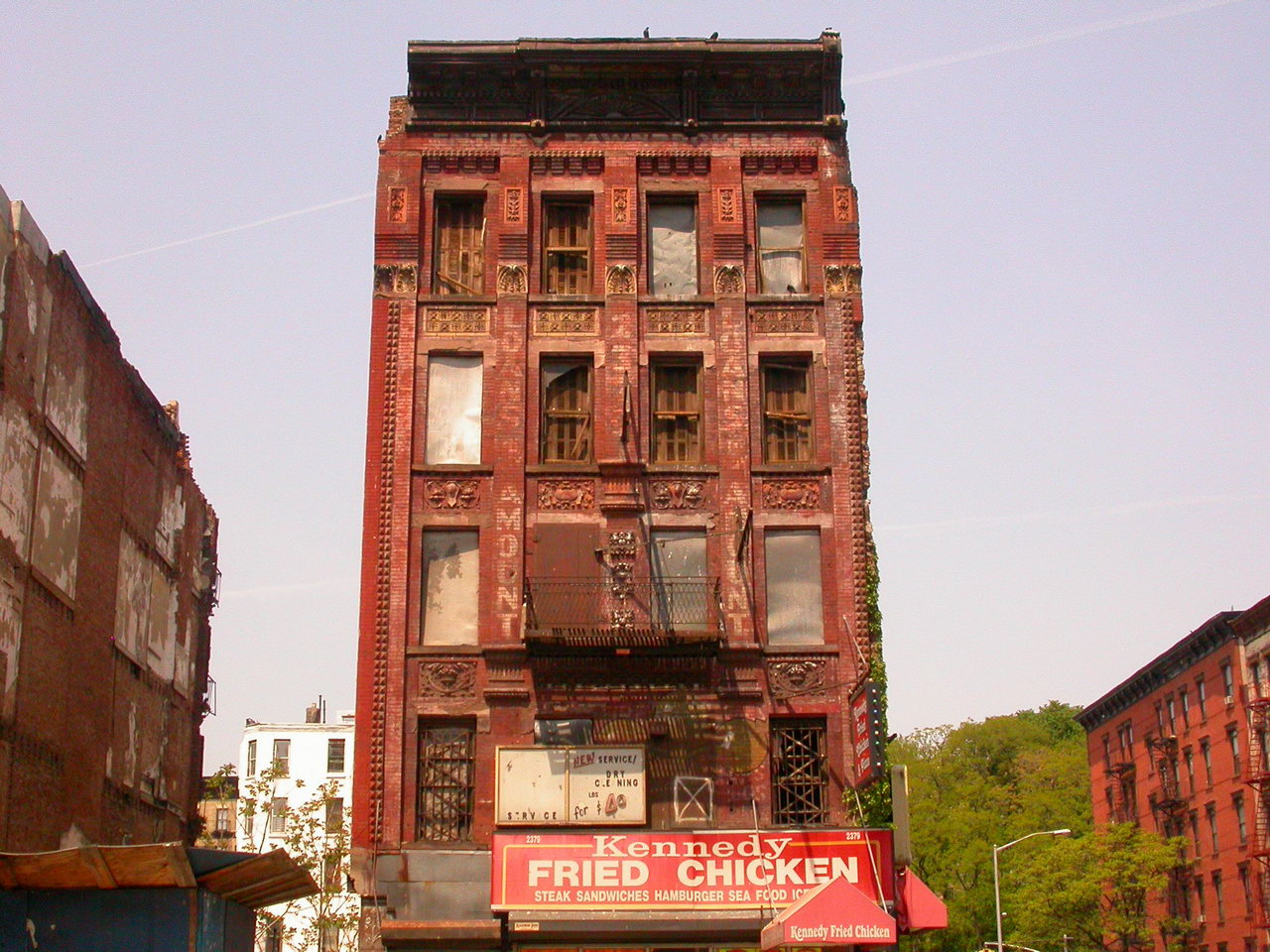
Prédios abandonados no Harlem foram usados nas filmagens para retratar com exatidão o cenário da década de 1970.

Scott decidiu dirigir American Gangster com base nos valores paradoxais de Frank Lucas e Richie Roberts. O filme, de certa forma, foca nas práticas de negócios comparativamente éticas do "gângster mau" e do policial "benfeitor". Washington, que não era apreciador de filmes de máfia, decidiu interpretar Lucas quando viu que o "arco do personagem" terminaria com as consequências dos seus atos ao longo do enredo. Em preparação para seus papéis, os atores tiveram contato com os seus homólogos da vida real. Washington aprendeu o sotaque sulista de Frank Lucas e Crowe praticou a linguagem gestual de Roberts através de filmagens antigas. Há rumores de que Washington recebeu outros 20 milhões de dólares quando o projeto do filme foi reiniciado; este rumor foi contestado, assim que ele assinou contrato novamente. O orçamento subiu para 100 milhões de dólares, levando Grazer a afirmar que não era "uma grande comédia, um filme de fantasia ou um filme de quatro quadrantes" para um valor tão alto.

### Filmagem

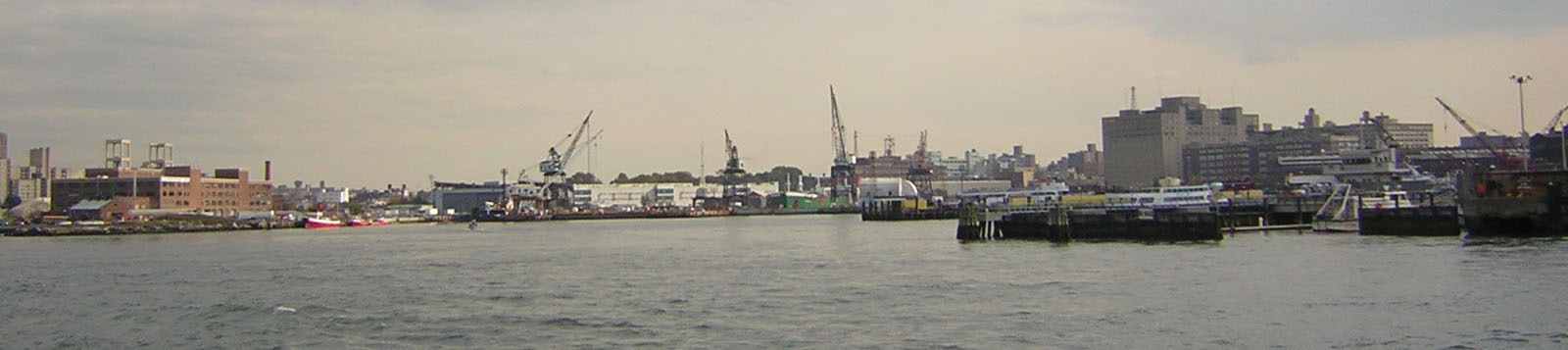
As filmagens principais tiveram várias regiões de Nova Iorque como locação, incluindo a região portuária do Brooklyn.

As filmagens principais tiveram início em julho de 2006 na Cidade de Nova Iorque. American Gangster foi rodado em um período de aproximadamente quatro meses e em 180 locações diferentes, a maioria delas em Nova Iorque; estabelecendo o recorde de maior número de locações em um mesmo filme. A equipe passou dois meses em Nova Iorque, com cenas rodadas em todos os cinco distritos. Em torno de cinquenta a sessenta locações foram montadas somente no Harlem. Enquanto na vizinhança, Scott encontrou muitas decorações intocáveis desde a década de 1940. De acordo com o designer de produção Arthur Max, uma busca excessiva foi realizada pelos produtores por locais em Nova Iorque que ainda pudessem relembrar a década de 1970. Os produtores providenciaram máscaras de gás devido a riscos à saúde e preocupações sanitárias com os edifícios usados. Scott achou a filmagem no Harlem difícil, comentando que a rápida gentrificação na região não foi favorável para a filmagem de muitos ângulos. Câmeras manuais foram amplamente usadas para imprimir um estilo "guerrilheiro".
Outras locações principais foram: Brooklyn Navy Yard, Nassau Coliseum, Old Westbury Gardens, uma parte da Ponte George Washington e a Corte de Justiça do Brooklyn. O subúrbio Briarcliff Manor serviu de locação para a fazenda de Frank Lucas e a propriedade que ele adquire para sua família. Os locais de gravação foram agendados em novembro de 2006, quando Branko Lustig consultou Suvit Yodmanee, o Ministro do Turismo da Tailândia. As filmagens foram encerradas no mês seguinte, em Chiang Mai.

### Música
Em 2006, Greg Calloway foi sondado pelos produtores para trabalhar em uma trilha sonora para o filme. Calloway apresentou a ideia à Craig Kallman, executivo da Atlantic Records, e um dos artistas da companhia, o rapper T.I., assumiu um papel no filme. Contudo, as partes não chegaram a um acordo por conta da aquisição dos direitos da produção pela Universal Pictures. Sendo assim, Ridley Scott contatou Marc Streitenfeld, que já havia colaborado com ele em A Good Year. O compositor buscou uma trilha sonora "maior e mais obscura" devido ao tom forte dos personagens, mas também abriu espaço para outros estilos musicais mais populares como o Blues e o Soul, dado que o enredo se passa durante a década de 1970. A banda sonora foi gravada entre abril e maio de 2007, com orquestração de Bruce Fowler e condução de Mike Nowak. Outro material musical foi composto e gravado por Hank Shocklee, integrante do The Bomb Squad.
A trilha sonora oficial foi lançada pela Def Jam Recordings uma semana após a estreia do filme. Além das faixas de Streitenfeld e Shocklee, o álbum inclui também canções influenciadas pelas décadas de 1960 e 1970, incluindo músicos de Blues e Soul, como Bobby Womack, The Staple Singers, Sam & Dave e John Lee Hooker. Grazer afirmou que "gostaria de introduzir um mundo visual e sônico que contém a identidade dos anos 70", e Scott sentiu que seria "vital ter a música do Harlem daquela época".
Denzel Washington insistiu para que o rapper Jay-Z fosse convidado para participar da trilha sonora, porém Brian Grazer não achou que haveria espaço para o artista devido à intenção de seguir o estilo musical dos anos 70. Jay-Z já havia participado do trailer do filme com a canção "Heart of the City (Ain't No Love)". O filme teve uma profunda influência sobre o artista, que decidiu trabalhar em um álbum conceitual também intitulado American Gangster, contendo canções inspiradas por cenas específicas do filme.

#### Trilha sonora
| N.º | Título                            | Artista            | Duração |  |
| 1.  | "Do You Feel Me"                  | Anthony Hamilton   |         |  |
| 2.  | "Why Don't We Do It in the Road?" | Lowell Fulson      |         |  |
| 3.  | "No Shoes"                        | John Lee Hooker    |         |  |
| 4.  | "Across 110th Street"             | Bobby Womack       |         |  |
| 5.  | "Stone Cold"                      | Anthony Hamilton   |         |  |
| 6.  | "Hold On, I'm Comin'"             | Sam & Dave         |         |  |
| 7.  | "I'll Take You There"             | The Staple Singers |         |  |
| 8.  | "Can't Truss It"                  | Public Enemy       |         |  |
| 9.  | "Checkin' Up On My Baby"          | Hank Shocklee      |         |  |
| 10. | "Club Jam"                        | Hank Shocklee      |         |  |
| 11. | "Railroad"                        | Hank Shocklee      |         |  |
| 12. | "Nicky Barnes"                    | Hank Shocklee      |         |  |
| 13. | "Hundred Percent Pure"            | Marc Streitenfeld  |         |  |
| 14. | "Frank Lucas"                     | Marc Streitenfeld  |         |  |

## Lançamento
American Gangster estreou no Apollo Theater, em Nova Iorque, em 20 de outubro de 2007. O screener do filme foi exibido pela internet durante as duas semanas anteriores. O filme foi lançado nos Estados Unidos e no Canadá em 2 de novembro, em 3.054 salas de cinema. Como parte da promoção do filme, um jogo eletrônico foi lançado pela Gameloft em 1 de novembro.

### Receita
Em sua semana de estreia na América do Norte, o filme arrecadou cerca de 43 milhões de dólares, uma média de 14.200 por teatro, o que o colocou em primeiro lugar naquela semana. Foi o filme de maior sucesso de abertura nas carreias de Washington e Crowe. Em sua segunda semana de exibição, as arrecadações declinaram 44.8% para 24 milhões, sendo superado pela animação Bee Movie. Já na terceira semana, as exibições superaram a marca de 100 milhões de dólares. American Gangster encerrou sua exibição na América do Norte em 130.164.645 milhões de dólares.
O filme também experimentou sucesso similar em outros continentes. American Gangster foi lançado no Reino Unido em 16 de novembro, e tornou-se o filme mais lucrativo da semana, arrecadando £2.6 milhões. O feito foi repetido durante sua segunda semana, alcançando a marca de £1.8 milhão e desbancando Beowulf duas vezes seguidas. Durante a semana de 16 a 18 de novembro, o filme arrecadou de mais de 14 milhões de dólares pelo mundo. 

### Home media
American Gangster foi lançado em DVD e HD DVD em 19 de fevereiro de 2008. O lançamento inclui uma versão estendida do filme, contendo 18 minutos adicionais e um final alternativo. O filme liderou as vendas em DVD, com mais de 4 milhões de cópias vendidas durante sua primeira semana (quatro vezes mais do que o segundo colocado, Michael Clayton). American Gangster fechou o ano de 2008 como o 14º mais vendido. Também liderou as paradas de vendas em HD, apesar de ser lançado após a Toshiba anunciar o encerramento do formato HD DVD. Em 14 de outubro, o filme foi lançado em formato Blu-ray.

## Recepção

### Veracidade
Em entrevista à MSNBC, Frank Lucas expressou sua ansiedade pelo filme e sua satisfação com a interpretação de Denzel Washington. Contudo, admitiu à inúmeras fontes que somente uma pequena parte do filme estava de acordo com a realidade, e que grande parte do conteúdo foi criado para gerar drama. Além disso, Richie Roberts criticou a produção por retratar uma batalha judicial pela guarda das crianças, sendo que ele nunca teve filhos. Roberts também criticou a configuração do personagem Frank Lucas, descrevendo-o como "quase um nobre".
Sterling Johnson, Jr., um juiz federal que atuou como procurador da divisão de narcóticos do Tribunal Distrital de Nova Iorque e acompanhou a prisão e julgamento de Frank Lucas, descreveu o filme como sendo "um por cento realidade e noventa e nove por cento Hollywood". Além disso, Johnson descreveu o real Frank Lucas como "iletrado, viciado, violento e tudo o que Denzel Washington não era". Os ex-agentes da DEA, Jack Toal, Gregory Korniloff e Louis Diaz abriram um processo judicial contra a Universal Pictures, alegando que os eventos explorados no filme foram exagerados e que a história retratada difama centenas de policiais. O processo foi eventualmente arquivado.

### Premiações
American Gangster recebeu inúmeras indicações e prêmios, em categorias variando desde reconhecimento do filme em si até seu roteiro e música, até mesmo às performances de Ruby Dee e Denzel Washington. Antes do lançamento, o filme já era considerado como um dos favoritos ao Óscar com base em seu estilo de produção e na atuação dos protagonistas, incluindo a possibilidade de um Óscar de Melhor Diretor para Ridley Scott. O filme recebeu duas indicações ao Óscar - Ruby Dee foi indicada a "Melhor Atriz Coadjuvante" e Arthur Max e Beth A. Rubino foram indicados a "Melhor Direção de Arte". No 14º Screen Actors Guild Awards, o filme recebeu outras duas indicações, das quais Ruby Dee como "Melhor Performance Feminina" e todo o elenco como "Melhor Performance por Elenco". No 12º Satellite Awards, Pietro Scalia recebeu o prêmio de "Melhor Edição".
American Gangster foi indicado a três Prêmios Globo de Ouro, incluindo uma indicação de "Melhor Filme de Drama". Durante o BAFTA 2008, o filme recebeu cinco indicações, porém não venceu em nenhuma delas. Além do sucesso de crítica, o filme também alcançou o sucesso de público, tendo sido incluído em mais de 50 listagens dos melhores lançamentos do ano de 2007. The Miami Herald, a revista Rolling Stone e a Associated Press figuram entre os rankings que consideram American Gangster um dos melhores do ano.